# Мозаика Диониса (Дион)

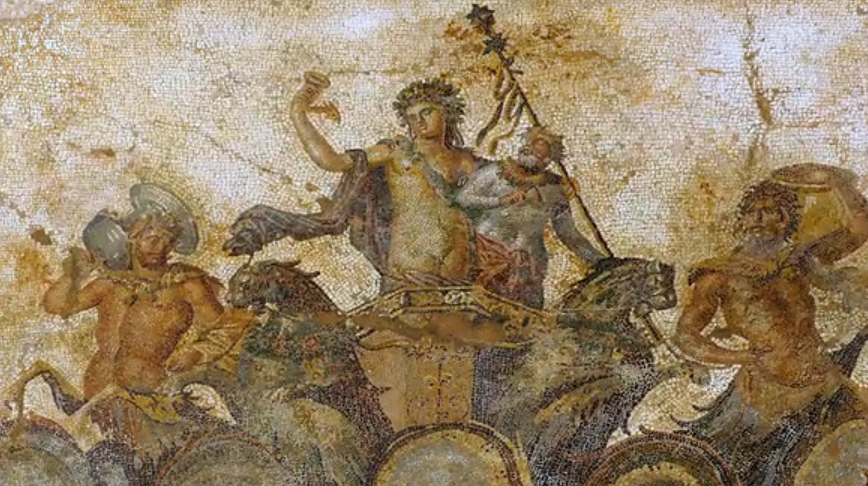
Фрагмент мозаики Диониса

Мозаика Диониса — крупнейшая по размеру мозаика, обнаруженная во время раскопок в древнем Дионе (Пиерия). На ней изображено явление бога Диониса-триумфатора.

## Местонахождение
Древний объект, на котором ведутся масштабные археологические раскопки и имеется археологический музей, расположен рядом с современным селом Дион в Центральной Македонии (Греция). Объект находится на прибрежной равнине у подножия горы Олимп примерно в 15 км от города Катерини и 17 км от древнего города Либетра.

## Описание
В центре большой мозаики изображён Дионис на колеснице. Рядом с ним стоит Силен, который выполняет роль не столько возничего, сколько советника бога. Повозка запряжена двумя пантерами, а поводья держат два кентавра. Один из кентавров, изображённый с лицом пожилого мужчины с бородой, несёт сосуд (кратер), вероятно, с вином. Второй кентавр несёт на плече закрытый сосуд, в котором, предположительно, находятся священные символы Диониса. Светлый фон мозаики подчёркивает фигуру Диониса.
Автор мозаики использовал в своей работе мозаичные камни (тессеры) разных размеров и несколько десятков оттенков, подчёркивающих детали. Таким образом, он придал мозаике свойства живописного полотна. Возможно, на эту работу его вдохновила эллинистическая роспись, имевшая важное значение.

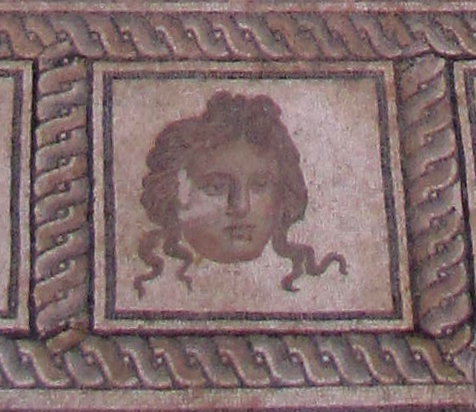
Маска Диониса (фрагмент мозаики)

Маски, расположенные под центральной мозаикой и над ней также отличаются качеством исполнения. Три маски находятся на восточной стороне, три — на западной.
Средняя из трёх масок восточной стороны (нижней) изображает Диониса с длинными локонами. Слева от него находится маска пожилого сатира с курносым носом.
Маска справа от Диониса изображает варвара. Его глаза обожгло, и он их опустил. Возможно, это Ликург, фракийский царь, враждовавший с Дионисом. Однажды он преследовал юного бога, и тот был вынужден броситься в море, но был спасен Фетидой. 
Верхние (западные) маски мозаики Диониса представляют молодого сатира (слева) и старого Силена справа. Центральная маска — это лицо голубоглазой женщины с вьющимися волосами. Возможно, это нимфа Фетида, спасительница Диониса.
Размер центральной части мозаики явления бога Диониса составляет 220х150 см. Площадь всей мозаики — около 100 м².

## Раскопки
Летом 1987 года на масштабном объекте раскопок (на февраль 2018 года раскопки еще не были завершены) археологи обнаружили самую крупную мозаику. Благодаря покрывавшему её слою почвы мозаика сохранилась практически полностью. 
Археологи решили назвать то место, где под землей была обнаружена мозаика, «Вилла Диониса». С одной стороны, такую ценную находку следовало оберегать, а с другой — сделать доступной для посетителей.  В течение более чем 20 лет мозаику защищала специальная конструкция с крышей. Посетители могли осматривать ее с помоста, построенного так, чтобы можно было увидеть ее со всех сторон. Крыша защищала от солнечных лучей, но была бессильна против воды и прочих разрушающих факторов. Год за годом состояние мозаики ухудшалось: из нее выпадали отдельные камни, в щелях прорастали растения; оставался только вопрос времени, когда мозаика, хранившаяся почти нетронутой в течение двух тысячелетий, будет разрушена.

## Реставрация

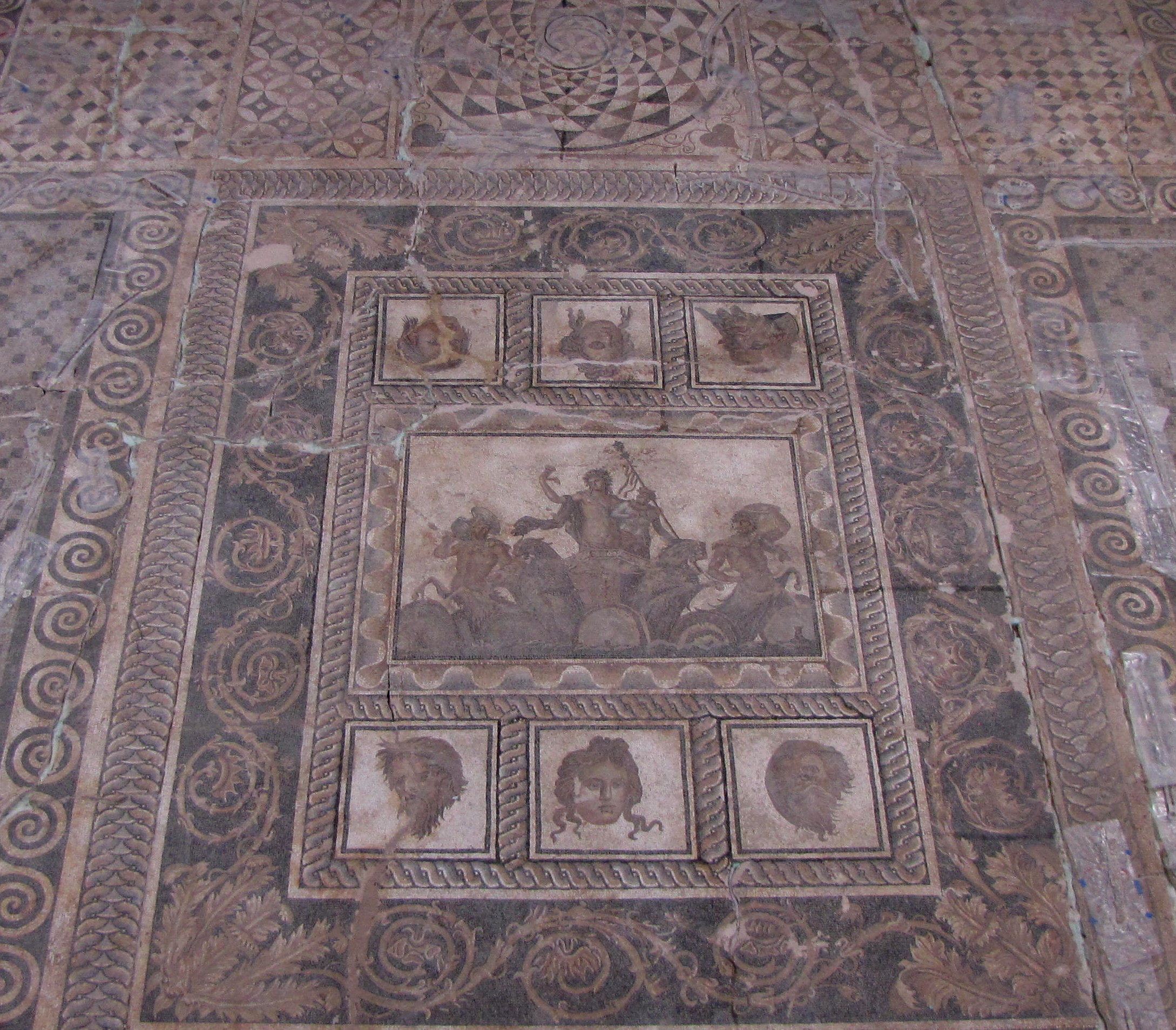
Работы над мозаикой

Для сохранения этого произведения искусства было решено построить специальное здание. Оно расположено к западу от музея в секции Archaiothiki. Когда была построена эта секция, нужно было перенести в нее мозаику из «Виллы Диониса». В конце 2015 года реставраторы, археологи и рабочие начали осуществлять данный проект. Для того, чтобы разделить мозаику на несколько частей, с помощью специальных разделительных линий были отмечены позиция и форма каждого камня мозаики. Затем их убрали. Для того, чтобы зафиксировать оставшиеся камни, была использована специальная клейкая ткань и текстильные ленты. Мозаику разделили на несколько плит, которые можно было перемещать. Далее эти плиты следовало отделить от фундамента. Длинными сверлами по периметру близко друг другу под неподвижным объектом были просверлены отверстия. Специалисты отделили мозаику от земли с помощью плоских стальных лезвий, которые были врезаны в отверстия на определенном расстоянии друг от друга. Затем мозаику аккуратно подняли, чтобы подложить под нее специальную стальную пластину. В это время поверх мозаики ассистенты положили деревянную пластину. С помощью нескольких стяжек стальная и деревянная пластины были зафиксированы между собой, чтобы во время транспортировки исключить движение каменных плит. Части мозаики весом до 500 кг перемещались по пандусу на трейлер и перевозились в Archaiothiki.
Тем временем в Archaiothiki на полу было разложено изображение всей мозаики целиком. Изображение было выполнено в масштабе 1:1, чтобы реставраторы видели, куда ставить ту или иную часть. Следующим шагом, чтобы закрепить мозаичные камни, несущая пластина под ней была заменена на фиксирующий раствор. С помощью пара реставраторы растворили специальную клейкую ткань и удалили все остальные защитные материалы. Работы были завершены в июне 2017 года.

## Сноски
1. ↑  Pantermalēs, Dēmētrios. Dion: the archaeological site and the museum. — Athens : Adam Editions, 1997. — ISBN 9605000806. Архивная копия от 10 декабря 2021 на Wayback Machine
2. ↑  Pantermalēs, Dēmētrios. Gods and mortals at Olympus: ancient Dion, city of Zeus :  [] / Dēmētrios Pantermalēs, Katerina Boli, Angelo Chaniotis … [и др.]. — 2016. — ISBN 0990614220. Архивная копия от 2 февраля 2018 на Wayback Machine
3. ↑  Гомер. Илиада VI 136; Стесихор. Разрушение Трои, фр.234 Пейдж; Псевдо-Аполлодор. Мифологическая библиотека III 5, 1; Квинт Смирнский. После Гомера II 546—548; Нонн. Деяния Диониса XX 348
4. 1 2  Реставрация мозаики явления бога Диониса (Видео) (англ.). 2016. Архивировано из оригинала 19 января 2021. Дата обращения: 4 февраля 2018.